# Golden Heart
Golden Heart je prvi studijski album, ki ga je leta 1996 izdal Mark Knopfler, bivši frontman skupine Dire Straits.
Pesem Darling Pretty je bila uporabljena v filmu  Twister.

## Seznam pesmi
Vse pesmi je napisal Mark Knopfler.
1. »Darling Pretty« – 4:31
2. »Imelda« – 5:26
3. »Golden Heart« – 5:01
4. »No Can Do« – 4:54
5. »Vic and Ray« – 4:36
6. »Don't You Get It« – 5:16
7. »A Night in Summer Long Ago« – 4:43
8. »Cannibals« – 3:41
9. »I'm the Fool« – 4:28
10. »Je Suis Désolé« – 5:14
11. »Rüdiger« – 6:03
12. »Nobody's Got the Gun« – 5:25
13. »Done With Bonaparte« – 5:06
14. »Are We in Trouble Now« – 5:54

## Sodelavci
- Mark Knopfler - vokal, kitara
- Richard Bennett - akustična kitara
- Paul Franklin - kitara
- Dónal Lunny - buzuki
- Sean Keane - violina
- Derek Bell - harfa
- Paul Brady - piščal
- Liam O'Flynn - Uilleann pipes
- Máirtin O'Connor - harmonika

Paul Moore - bas, dvojni bas
- Matt Rollings, Barry Beckett, Hargus »Pig« Robbins - klavir
- Steve Nathan - klaviature, orgle
- Bill Cuomo - orgle
- Guy Fletcher - klaviature, spremljevalni vokal
- Glenn Worf - bas
- Michael Rhodes - bas
- Eddie Bayers - bobni
- Chad Cromwell - bobni
- Terry McMillan - djembe
- Danny Cummings - tolkala, spremljevalni vokal
- Vince Gill - spremljevalni vokal
- Brendan Croker - spremljevalni vokal